# Flädie
Flädie è un'area urbana della Svezia situata nel comune di Lomma, contea di Scania.
La popolazione rilevata nel censimento 2010 era di 251 abitanti .